# Marian Miszalski
Marian Bolesław Miszalski (ur. 24 września 1948 w Łodzi) – polski pisarz, dziennikarz, tłumacz i publicysta.

## Życiorys
Syn Stefana i Bolesławy. W 1970 ukończył studia na Wydziale Prawa Uniwersytetu Łódzkiego. W 1972 został absolwentem podyplomowego studium dziennikarstwa na Uniwersytecie Warszawskim.
W marcu 1968 był uczestnikiem 36-godzinnego strajku okupacyjnego na Wydziale Prawa UŁ. Od lat 70. współpracował ze środowiskami opozycyjnymi. W latach 1973–1981 pracował jako dziennikarz „Głosu Robotniczego”. Od 1974 członek Stowarzyszenia Tłumaczy Polskich. W latach 1976–1981 należał do Stowarzyszenia Dziennikarzy Polskich. Jesienią 1980 wstąpił do Niezależnego Samorządnego Związku Zawodowego „Solidarność”. Był członkiem komitetu zakładowego związku w SDP.
27 stycznia 1981 wraz z Iwoną Śledzińską-Katarasińską jako jedyni dziennikarze w Łodzi wzięli udział w strajku ostrzegawczym o wolne soboty. 13 grudnia 1981, po wprowadzeniu stanu wojennego, został internowany. Przebywał w Sieradzu oraz Łowiczu. 3 maja 1982 został zwolniony. Tzw. komisja weryfikacyjna orzekła wobec niego „zakaz pracy w środkach masowego przekazu i innych instytucjach państwowych”. Współorganizator i uczestnik Duszpasterstwa Ludzi Pracy i Duszpasterstwa Akademickiego. W 1983 wspólnie ze Stanisławem Michalkiewiczem założył niezależne wydawnictwo „Kurs”, które oprócz miesięcznika o tym tytule wydawało książki poświęcone tematyce liberalnej i historycznej oraz literaturę piękną. W latach 1986–1992 działał w Konfederacji Polski Niepodległej. W 1989 przywrócony do pracy w „Głosie Porannym”.

Od 1992 do 1994 członek Porozumienia Centrum. Od 1996 do 2001 należał do Unii Polityki Realnej. Bez powodzenia kandydował do Sejmu w wyborach parlamentarnych w 1991 z listy Porozumienia Centrum oraz w 1997 z listy Unii Prawicy Rzeczypospolitej. W wyborach samorządowych w 1998 i 2002 był kandydatem do sejmiku łódzkiego z ramienia UPR.
Autor tekstów w „Niedzieli”, „Najwyższym Czasie!” oraz w wydawanym w Paryżu „Głosie Katolickim”.

## Odznaczenia i wyróżnienia
- Złoty Krzyż Zasługi (2006)[4]
- Krzyż Wolności i Solidarności (2012)[5]
- Odznaka „Zasłużony Działacz Kultury” (2001)

## Twórczość

### Opracowania ogólne
- Najnowsza spiskowa historia Polski, 2013
- Żydowskie lobby polityczne w Polsce, 2015
- Ukryta wojna, cicha kapitulacja? Polityka polska wobec żydowskiego rasizmu, 2019
- „Chamy i żydy” w dzisiejszej Polsce, 2020

### Powieści
- Równowaga chwiejna, 1978
- Wzlot przyśpieszony, 1981
- Wysokie progi, 1984
- Gdzie ja jestem? Zapiski wewnętrznego emigranta, 1986
- Miniatury i opowiadania, 1987
- Idąc... (współautor: Mateusz Michalkiewicz), 1987
- Stacja Châtelet albo niezwykłe przygody Polaka w Paryżu, 1990
- Kolekcja własna artysty, 2007
- Człowiek z cienia (współautor: prof.Tadeusz Dubicki), 2017
- Historia dwóch popsów czyli żywot Mieczysława Ułańskiego i Sajetana Nos-Porczyka w okresie przydługiej transformacji ustrojowej, 2019

### Wiersze
- Trzy ćwierci od śmierci (1984)
- Świat to stary wariat (liryka, polityka,metafizyka) -wybór poezji, Wydawnictwo Capital, 2022

#### Wiersze dla dzieci
- Cyrk Fantasmagoria (1978)

### Przekłady
- Jean Raspail – Pierścień rybaka, Obóz świętych, Sire
- Guy Sorman – Państwo minimum, Nowe bogactwo narodów, W oczekiwaniu barbarzyńców, Prawdziwi myśliciele naszych czasów, Rewolucja konserwatywna w Ameryce
- Pierre Manent – Intelektualna historia liberalizmu
- René Rémond – Francuska prawica dzisiaj
- Max Jacob – Laboratorium centralne
- Edward Luttwak – Strategia sowieckiego imperializmu
- Ghislaine Salvail – Na rozdrożach Świętych Ksiąg: wprowadzenie do Lectio divina
- André Gide – Symfonia pastoralna
- Claude Simon – Warkocz Bereniki
- Reynald Secher – Wandea. Ludobójstwo francusko-francuskie
- Maria i Godfrey Blunden – Malarstwo impresjonistów
- Brel, Brassens, Ferre – śpiewający poeci
- Mała antologia poezji francuskiej
- Frederic Bastiat - Pamflety
- Władimir Wołkoff - Dezinformacja
- Maria,Godfrey Blunden - Malarstwo impresjonistów